# Гриненківська сільська рада
| Гриненківська сільська рада — колишній орган місцевого самоврядування у Немирівському районі Вінницької області з адміністративним центром у с. Гриненки. Сільській раді були підпорядковані населені пункти: - с. Гриненки |

## Склад ради
Рада складалася з 12 депутатів та голови.

## Керівний склад сільської ради
| ПІБ                        | Основні відомості                                                                      | Дата обрання | Дата звільнення |
| -------------------------- | -------------------------------------------------------------------------------------- | ------------ | --------------- |
| Терпецька Олена Степанівна | Сільський голова, 1974 року народження, освіта, Всеукраїнське об'єднання «Батьківщина» | 26.03.2006   | 31.10.2010      |
| Терпецька Олена Степанівна | Сільський голова, 1974 року народження, освіта середня спеціальна, позапартійна        | 31.10.2010   |                 |

Примітка: таблиця складена за даними джерела